# Gremo v kino
Gremo v kino je drugi studijski album slovenskega pop izvajalca Jana Plestenjaka, izdan leta 1994 pri ZKP RTV Slovenija. Pesem "Šerbi", ki jo izvajata Plestenjak in Vili Resnik, govori o Barbara Šerbec - Šerbi, slovenski pevki (znani po delovanju v skupini Agropop).

## Seznam pesmi
Vse pesmi je napisal Jan Plestenjak, razen kjer je to navedeno.
| Št. | Naslov                                                             | Dolžina |
| --- | ------------------------------------------------------------------ | ------- |
| 1.  | „Gremo v kino!‟                                                    | 3:08    |
| 2.  | „Movin'‟                                                           | 3:43    |
| 3.  | „Mucca‟                                                            | 3:12    |
| 4.  | „Ne ne ne‟ (glasba: Plestenjak in Jani Hace, besedilo: Vito Tofaj) | 3:52    |
| 5.  | „Obrni se‟                                                         | 4:09    |
| 6.  | „Šerbi‟ (izvajata Jan Plestenjak in Vili Resnik)                   | 3:00    |
| 7.  | „Afrika‟                                                           | 3:25    |
| 8.  | „Gremo v kino!‟ (funky edit)                                       | 3:22    |
| 9.  | „Tvoj smeh‟                                                        | 3:54    |
| 10. | „Nekje‟                                                            | 4:07    |
| 11. | „Želim si‟                                                         | 3:48    |
| 12. | „Veter‟                                                            | 3:15    |
| 13. | „Zakaj‟                                                            | 2:52    |
| 14. | „She's a Fire‟                                                     | 1:16    |
| 15. | „A Little Spot in Big Blue‟                                        | 1:42    |

## Zasedba
- Jan Plestenjak — vokal, kitara, produkcija, aranžmaji
- Jani Hace — bas kitara
- Sandi Radovan — oblikovanje
- Tomaž Borsan — soproducent
- Dean Deep — fotografiranje